# Alexandre Hocevar
Alexandre Hocevar (Ijuí, 19 de fevereiro de 1963) é um tenista brasileiro.

## Trajetória
Tenista destro, o gaúcho teve uma carreira rápida, que perdurou de 1984 a 1991 e seu principal título foi o de campeão brasileiro de quadras rápidas. Jogou mais torneios no Brasil, chegou a finais de 
torneios Challenger, e seu melhor ranking em simples foi o de 169° do mundo em 12 de fevereiro de 1990, e em duplas chegou a 118° do mundo em 12 de novembro de 1984.
No Pan-Americano de 2007, no Rio de Janeiro, fez parte da comissão técnica da equipe feminina formada por Joana Cortez e Teliana Pereira. 
Atualmente reside em São Paulo. Tem como parentes o irmão também tenista Marcos Hocevar e o sobrinho Ricardo Hocevar.
Ainda atua em torneios de veteranos (masters).